# Palazzo Orsini (Pitigliano)
Pour les articles homonymes, voir Palazzo Orsini.
le Palazzo Orsini est une ancienne forteresse aldobrandesque reconverti en château situé dans le centre historique de Pitigliano dans la province de Grosseto en Toscane.

## Historique
Le complexe primitif a été construit comme un ancien couvent religieux, presque certainement entre les XIe et XIIe siècles.
Acheté par les Aldobrandeschi, il fut transformé en forteresse au milieu du XIIIe siècle et devint leur résidence, ainsi que le siège institutionnel, à Pitigliano. La permanence du pouvoir des Aldobrandeschi fut cependant relativement courte, puisque tout le comté de Soana fut hérité en 1293 par les Orsini, à la suite du mariage entre Romano Orsini et Anastasia de Montfort, fille de Margherita Aldobrandeschi, dernière héritière de cette branche familiale. .
À partir de la fin du XIIIe siècle, la domination des Orsini commença et dura sans interruption jusqu'en 1608, année de la chute politique définitive du comté de Pitigliano et de l'annexion de ces territoires au grand-duché de Toscane.
La famille Orsini chargea Antonio da Sangallo le Jeune de réaliser une série de rénovations qui, en plus de fortifier davantage les structures préexistantes, donnèrent une impression d'élégance à l'ensemble du complexe, en introduisant les éléments stylistiques caractéristiques de la Renaissance. D'autres interventions avaient également été réalisées, à l'époque, par Baldassarre Peruzzi.

## Description
Le palais Orsini se compose d'un donjon et de deux tours, avec des structures de murailles extérieures principalement recouvertes de plâtre et certaines sections en pierres de taille de tuf volcanique ; les parties supérieures sont crénelées.
L'entrée se fait par une première rampe qui mène à un portail en arc en plein cintre, au-delà duquel une autre courte rampe donne accès à la cour intérieure, où se trouve la caractéristique citerne-puits de style Renaissance, avec la loggia qui lui est contemporaine la surplombe d'un côté, avec des arcs en plein cintre reposant sur des colonnes à chapiteaux ioniques.
De la cour, un petit escalier mène au portail d'entrée du bâtiment, avec des architraves, à l'intérieur duquel se trouve le  musée diocésain d'art sacré (Museo di Palazzo Orsini (it)) ; du côté opposé, un autre escalier mène à l'entrée du musée archéologique civique.

## Galerie

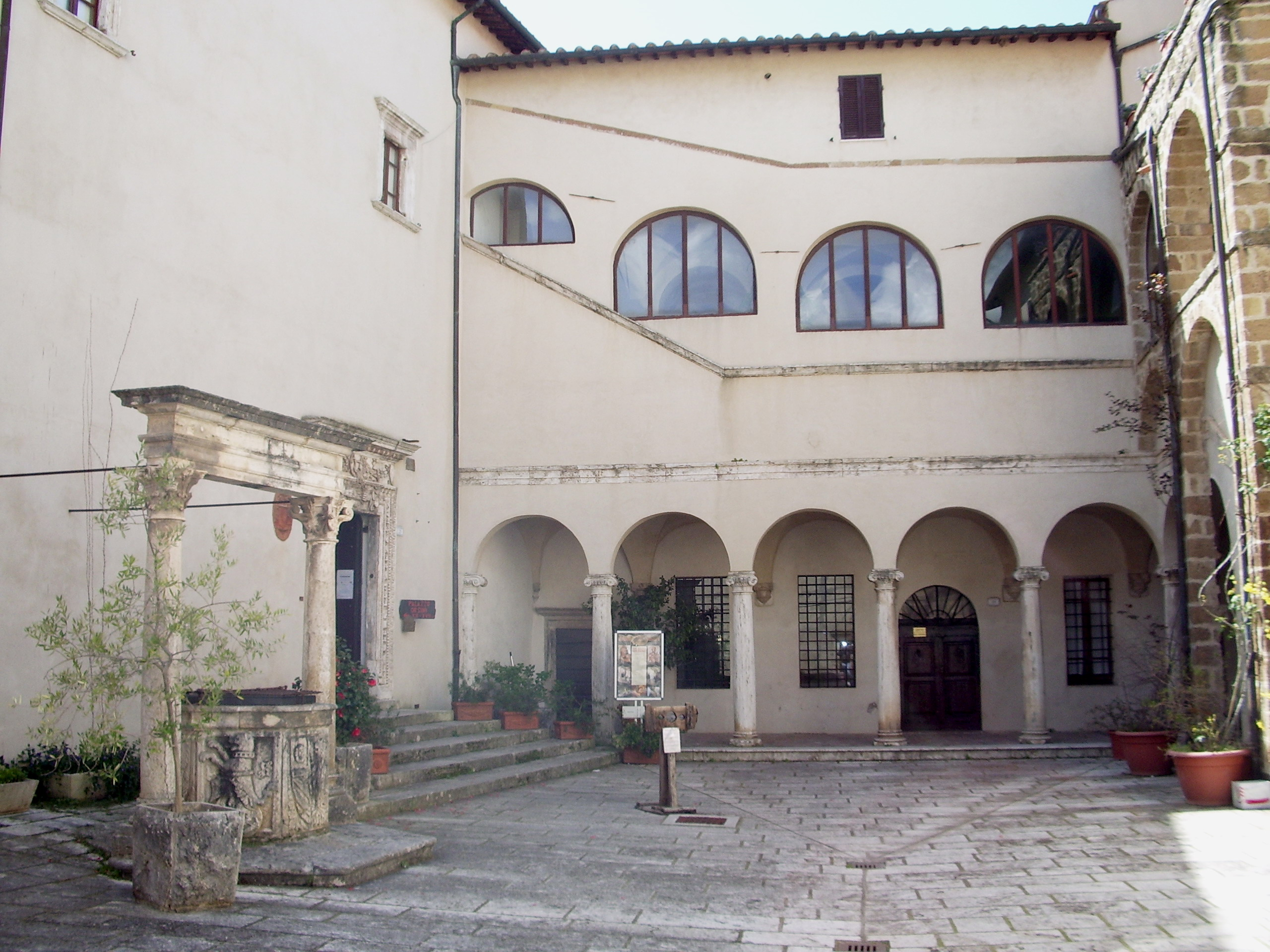
La cour intérieure.
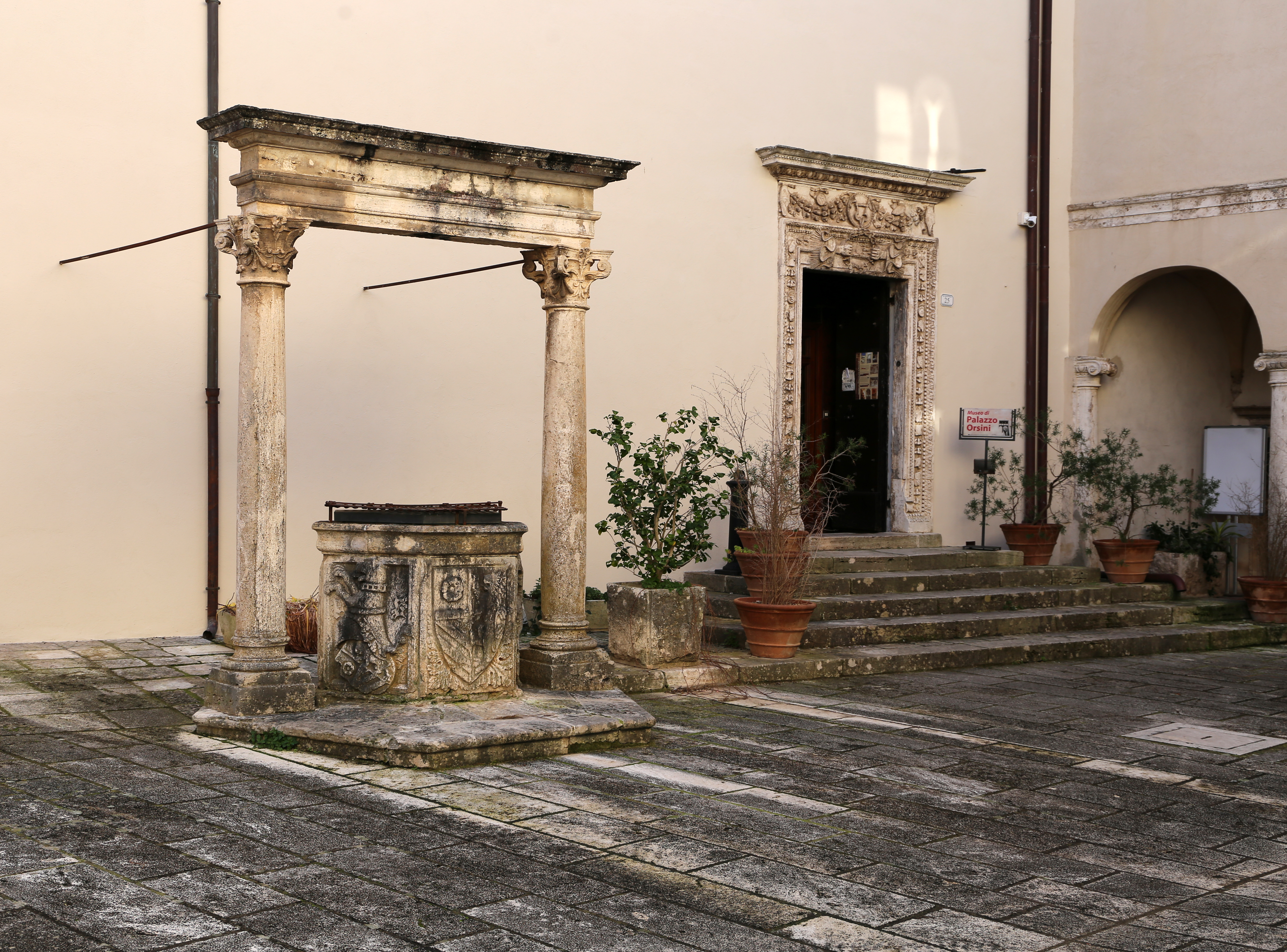
La citerne-fontaine.